# بخش لیرنگا
بخش لیرنگا (به لاتین: Liranga District) یک منطقهٔ مسکونی در جمهوری کنگو است که در لیکوالا واقع شده‌است.